# Йосиф Харик
Йосиф Харик (Йосиф Вінсент Харик, справжнє ім'я — Йосиф Вікентій, англ. Joseph Vincent Charyk; 9 вересня 1920, Кенмор, Альберта, Канада — 28 вересня 2016) — аерофізик (США), розробник технологій супутникових комунікацій, адміністратор.
Народився в сім'ї українців Івана і Анни Дорош. Батько був залізничником. Навчався в Альбертському університеті (1942) та у Каліфорнійському технологічному інституті (1943). Доктор філософії (1946).
Займався дослідженням реактивних двигунів у Каліфорнійському технологічному інституті (1943—1945), астронавтики у Каліфорнійському інституті та Принстонському університеті (1946—1949). Був директором лабораторії корпорації Локхід та директором лабораторії ракетних технологій, головним менеджером відділу космічних технологій однієї з філій компанії «Форд Моторс».
З 1959 року відповідальний за дослідну програму повітряних сил США. З 1960 року заступник, а з 1961 — перший заступник міністра повітряних сил США. Працював на цій посаді до 1963 року. Надалі — президент та директор корпорації «Супутники зв'язку», керівник низки інших корпорацій, пов'язаних із використанням технологій супутникового зв'язку.
Член Американського інституту аеронавтики та космонавтики, Національної інженерної академії, Асоціації зв'язку та електронних систем збройних сил США, Національного космічного клубу, член Ради губернаторів.
Співредактор «High Speed Aerodynamics and Jet Propulsion» (12 тт., 1958—1964).